# 宇宙の法則
『宇宙の法則』（うちゅうのほうそく）は、1990年公開の日本映画。
- 1990年1月20日には監督を務めた井筒和幸によるノベライズ版『宇宙の法則』がリクルート出版より刊行された。

## あらすじ
良明は機屋の父・正蔵と対立して家を飛び出し、一流デザイナーとして成功をおさめる。
その後、父の急逝がきっかけで故郷の一宮市へ戻る。母親の君子が機織りの機械を売ってしまった後だったとはいえ、良明は機織の生き残りをかけて奔走する。

## キャスト
- 良明：古尾谷雅人
- 令子：鳥越マリ
- 美紀：横山めぐみ
- 一也：長塚京三
- 絵美子：芦川よしみ
- 佐代：仲谷光加
- 君子：馬渕晴子
- 正蔵：常田富士男
- 佐久間：竹中直人
- 村山：太平サブロー
- 小田：なぎら健壱
- 森田：岩城正剛（椎名桔平）
- カップルの女：内田春菊
- カップルの男：梅津栄
- 長山：柄本明
- 中村：寺田農
- 安井：三木のり平

## スタッフ
- 監督：井筒和幸
- 製作：小島敏弘
- プロデューサー：荒井勝則、松木孝司
- 脚本：旭井寧、井筒和幸
- 企画：小島敏弘
- 撮影：篠田昇
- 編集：吉岡聡
- 録音：沼田和夫
- 助監督：横山浩之